# Condensador de polímer

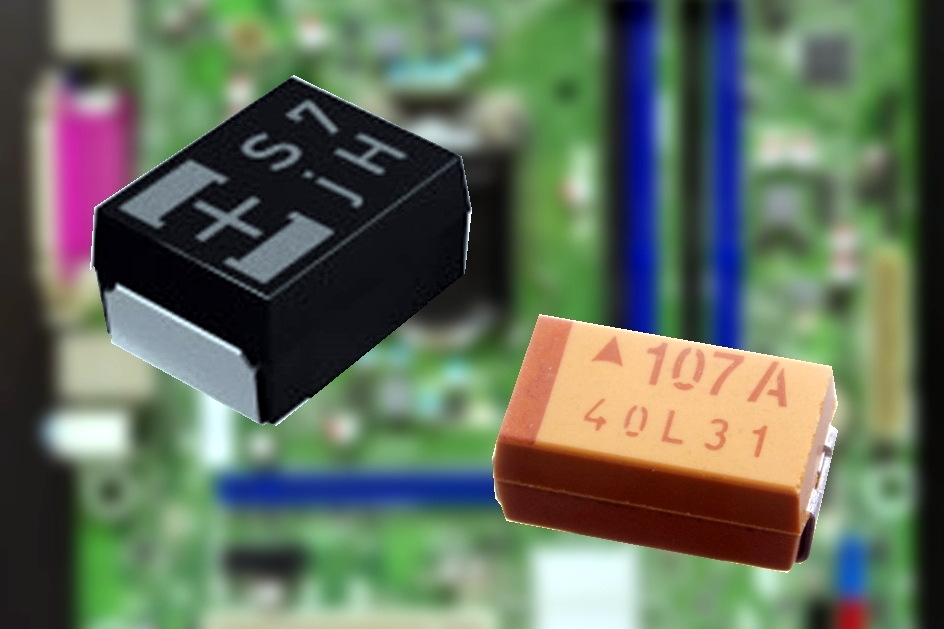
Condensadors de xip electrolític de polímer d'alumini (negre) i tàntal (marró) de forma rectangular.

Un condensador de polímer, o més exactament un condensador electrolític de polímer, és un condensador electrolític (e-cap) amb un electròlit de polímer conductor sòlid. Hi ha quatre tipus diferents:
- Condensador electrolític de tàntal de polímer (polímer Ta-e-cap)
- Condensador electrolític d'alumini de polímer (polímer Al-e-cap)
- Condensador de polímer híbrid (polímer híbrid Al-e-cap)
- Condensadors electrolítics de niobi de polímer

Els taps Ta-e de polímer estan disponibles en un estil de xip de dispositiu de muntatge en superfície rectangular (SMD). Els caps d'Al-e de polímer i els caps d'Al-e de polímer híbrid estan disponibles en l'estil de xip de dispositiu de muntatge en superfície rectangular (SMD), en l'estil SMD cilíndric (xips en V) o en versions amb plom radial (d'un sol extrem).

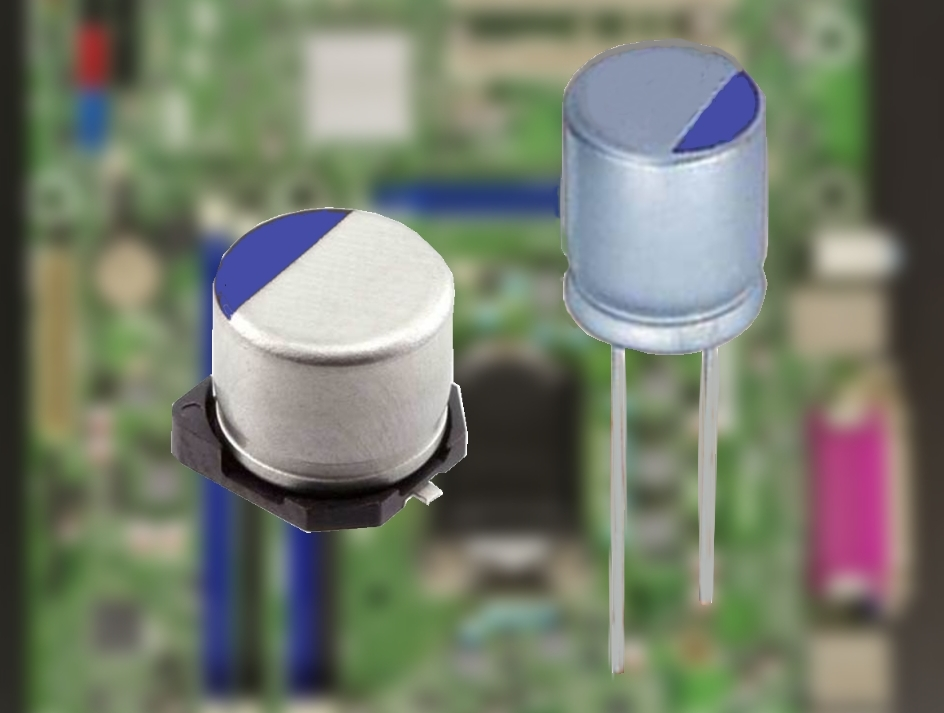
Condensadors electrolítics d'alumini de polímer cilíndric (bobinat).

Els condensadors electrolítics de polímer es caracteritzen per resistències en sèrie equivalents internes (ESR) especialment baixes i altes classificacions de corrent ondulat. Els seus paràmetres elèctrics tenen una dependència de temperatura, fiabilitat i vida útil similars en comparació amb els condensadors sòlids de tàntal, però tenen una dependència de la temperatura molt millor i una vida útil considerablement més llarga que els condensadors electrolítics d'alumini amb electròlits no sòlids. En general, els e-caps de polímer tenen una classificació de corrent de fuga més alta que els altres condensadors electrolítics sòlids o no sòlids.
Els condensadors electrolítics de polímer també estan disponibles en una construcció híbrida. Els condensadors electrolítics d'alumini de polímer híbrid combinen un electròlit de polímer sòlid amb un electròlit líquid. Aquests tipus es caracteritzen per valors ESR baixos, però tenen corrents de fuga baixes i són insensibles als transitoris, però tenen una vida útil depenent de la temperatura similar a les e-caps no sòlides.
Els condensadors electrolítics de polímer s'utilitzen principalment en fonts d'alimentació de circuits electrònics integrats com a condensadors d'amortiment, bypass i desacoblament, especialment en dispositius de disseny pla o compacte. Per tant, competeixen amb els condensadors MLCC, però ofereixen valors de capacitat més alts que els MLCC i no mostren cap efecte microfònic (com els condensadors ceràmics de classe 2 i 3).

## Aplicacions
L'aplicació predominant de tots els condensadors electrolítics és en fonts d'alimentació. S'utilitzen en condensadors de suavització d'entrada i sortida, com a condensadors de desacoblament per fer circular el corrent harmònic en un bucle curt, com a condensadors de derivació per derivar el soroll de CA a terra evitant les línies d'alimentació, com a condensadors de seguretat per mitigar la caiguda de la tensió de línia. durant la demanda sobtada d'energia o com a condensador de filtre en el filtre de pas baix per reduir els sorolls de commutació. En aquestes aplicacions, a més de la mida, es troben la capacitat, la impedància Z, l'ESR i la inductància ESL característiques elèctriques importants per a la funcionalitat d'aquests condensadors en els circuits.
Els condensadors electrolítics utilitzen una característica química d'alguns metalls especials, abans anomenats "metalls de vàlvula", que per oxidació anòdica formen una capa d'òxid aïllant. Aplicant una tensió positiva al material de l'ànode (+) en un bany electrolític es pot formar una capa de barrera d'òxid amb un gruix corresponent a la tensió aplicada. Aquesta capa d'òxid actua com a dielèctric en un e-cap. Per augmentar la capacitat dels condensadors, la superfície de l'ànode és rugosa i, per tant, la superfície de la capa d'òxid també és rugosa. Per completar un condensador, un contraelèctrode ha de coincidir amb la superfície rugosa de l'òxid aïllant. Això s'aconsegueix mitjançant l'electròlit, que actua com a elèctrode càtode (-) d'un condensador electrolític. La principal diferència entre els condensadors de polímer és el material de l'ànode i el seu òxid utilitzat com a dielèctric:
- Els condensadors electrolítics de tàntal de polímer utilitzen pols de tàntal sinteritzat d'alta puresa com a ànode amb pentòxid de tàntal (Ta₂O5) com a dielèctric i
- Els condensadors electrolítics d'alumini de polímer utilitzen una làmina d'alumini d'alta puresa i gravada electroquímicament (aspre) com a ànode amb òxid d'alumini (Al₂O₃) com a dielèctric